# Barend van Orley

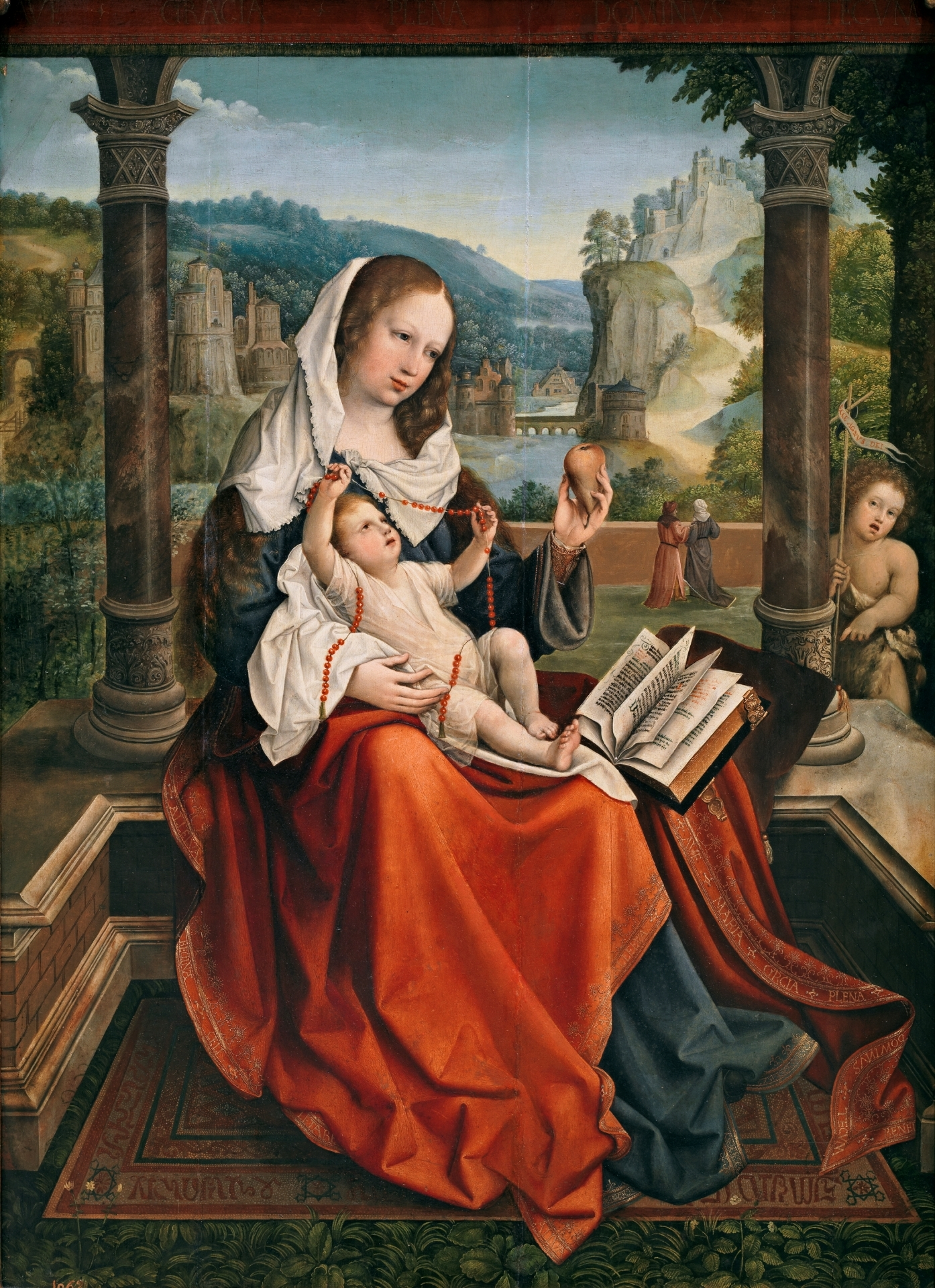
Madonna z Dzieciątkiem, (1515) Prado, Madryt

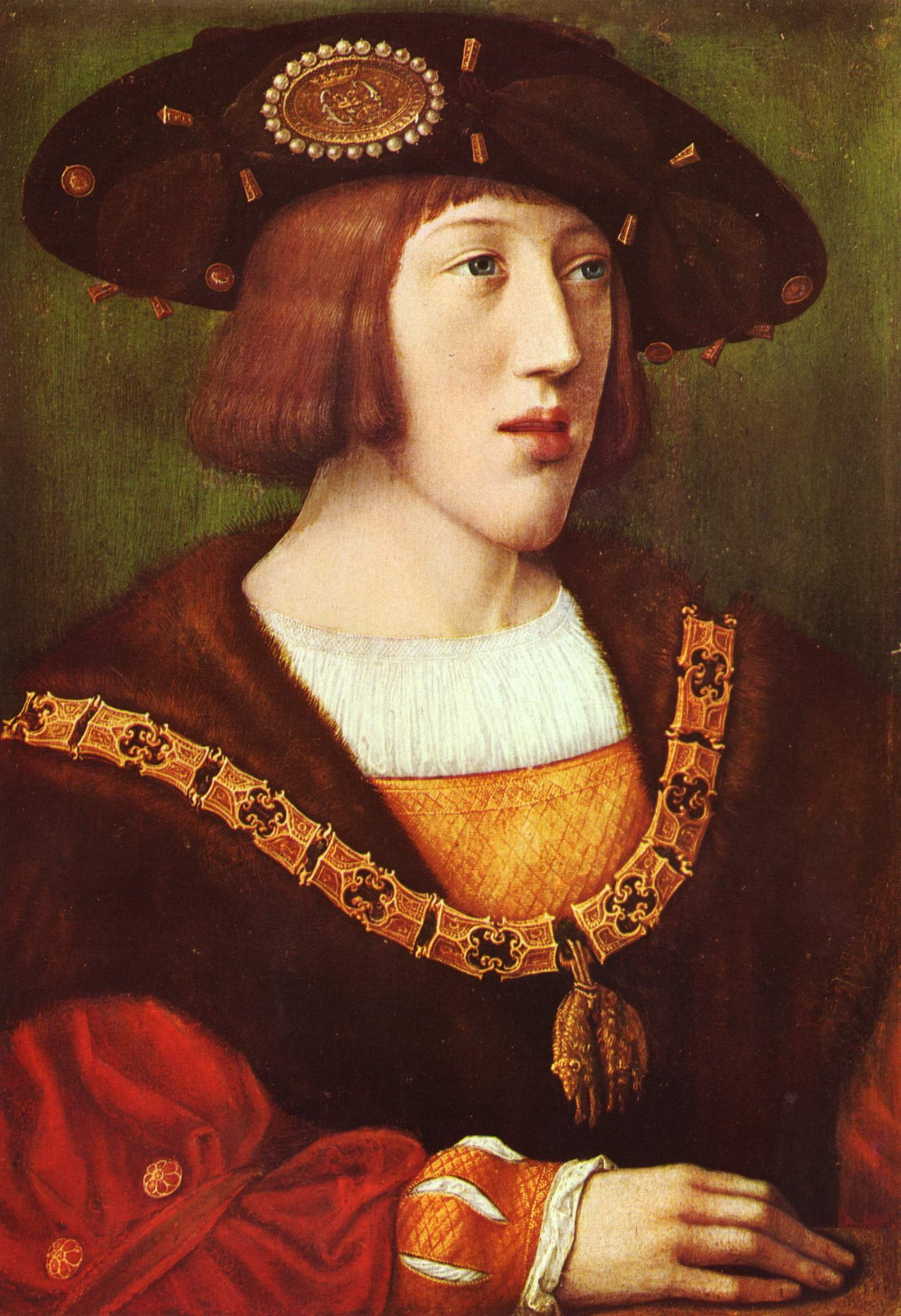
Portret Karola V (1519-20) Muzeum Sztuk Pięknych, Budapeszt

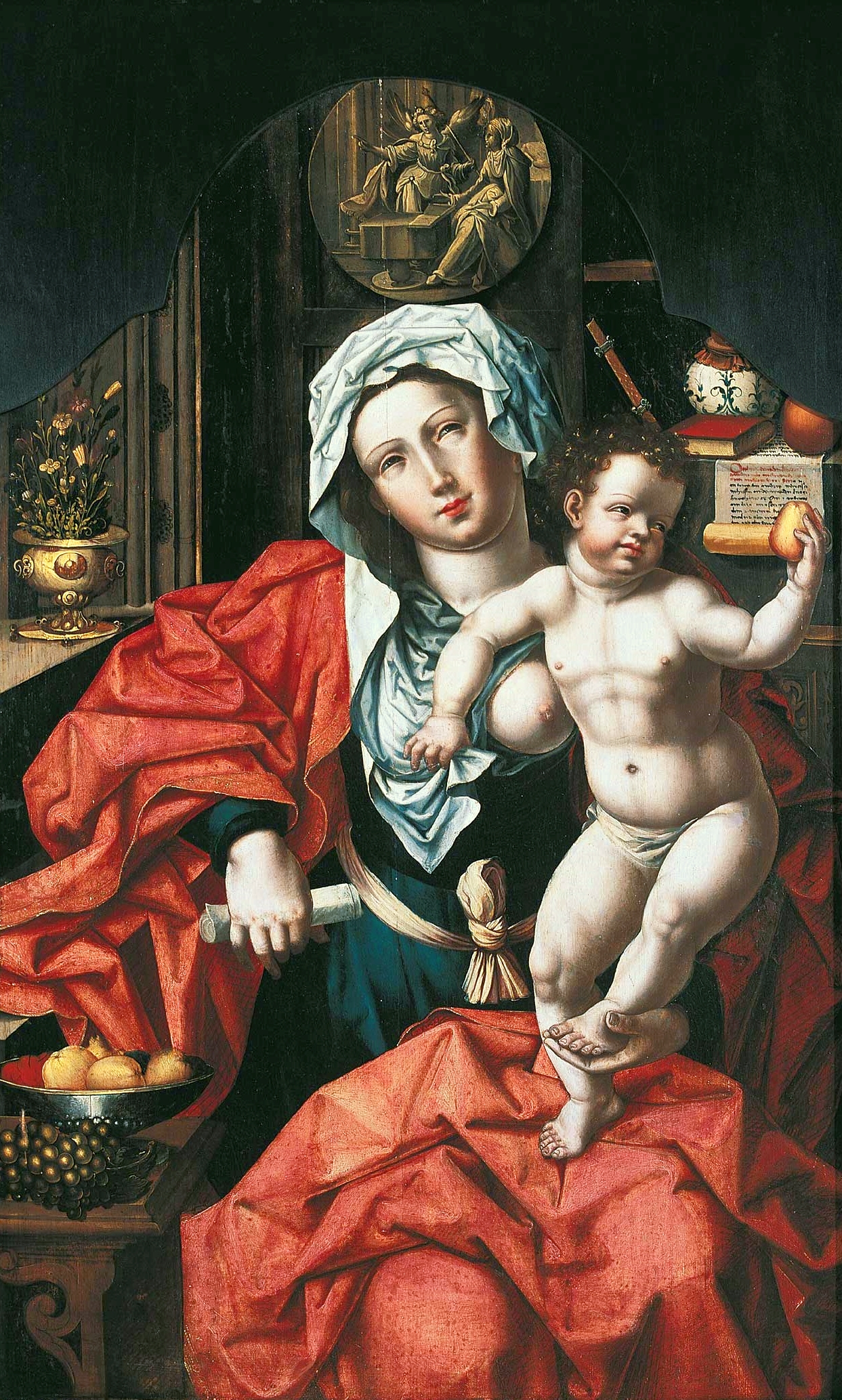
Madonna z Dzieciątkiem trzymającym gruszkę, I poł. XVI w. Muzeum Pałacu Króla Jana III w Wilanowie

Barend van Orley (ur. ok. 1488 w Brukseli, zm. w 1541 tamże) – niderlandzki malarz okresu renesansu.
Inne formy imienia: Barent, Bernard, Bernaerd, Bernert
Był synem i uczniem malarza Valentina van Orley. Zaczął pracę na dworze Małgorzaty Austriackiej w Mechelen od 1515 roku od namalowania portretów dzieci Filipa IV Pięknego. Pozostał na dworze do śmierci Małgorzaty w 1530 roku, kontynuował warsztat dla jej następczyni Marii Węgierskiej. Dwukrotnie podejmował Albrechta Dürera w czasie jego wizyty w Brukseli.
Malował portrety i obrazy ołtarzowe. Zajmował się też projektowaniem witraży i kartonów do tapiserii. Do jego arcydzieł należy cykl tzw. Polowań cesarza Maksymiliana (12 arrasów), do których wykonał kartony w l. 1521-30 (Paryż, Luwr). Jego uczniami byli m.in. Michael Coxcie, Pieter Coecke van Aelst, Pieter de Kempeneer.

## Dzieła
- Chrystus wśród uczonych (1513) – Waszyngton, National Gallery of Art
- Jean Carondelet (ok. 1530) – Monachium, Stara Pinakoteka
- Joris van Zelle (1519) – Bruksela, Królewskie Muzea Sztuk Pięknych
- Madonna z Dzieciątkiem (1515) – Madryt, Prado
- Madonna z Dzieciątkiem (ok. 1515) – Oldenburg, Landesmuseum
- Madonna z Dzieciątkiem trzymającym gruszkę (I poł. XVI w.) – Muzeum Pałacu Króla Jana III w Wilanowie
- Małgorzata Austriacka – Paryż, Luwr
- Odpoczynek podczas ucieczki do Egiptu – St. Petersburg, Ermitaż
- Odpoczynek podczas ucieczki do Egiptu (1515) – Madryt, Muzeum Thyssen-Bornemisza
- Ołtarz Apostołów Tomasza i Mateusza (1512) – Wiedeń, Kunsthistorisches Museum
- Ołtarz Apostołów Tomasza i Mateusza (1512-15) – Bruksela, Królewskie Muzea Sztuk Pięknych
- Ołtarz Cnoty Cierpliwości (Cierpienia Hioba) (tryptyk) (1521) – Bruksela, Królewskie Muzea Sztuk Pięknych
- Opłakiwanie Chrystusa (XVI w.) – Gdańsk, Muzeum Narodowe – Oddział Sztuki Dawnej
- Opłakiwanie Chrystusa (Tryptyk Hanetona) – Bruksela, Królewskie Muzea Sztuk Pięknych
- Pokłon Trzech Króli – Filadelfia, Museum of Art
- Portret Karola V (1519-20) – Budapeszt, Muzeum Sztuk Pięknych
- Portret kobiety – Florencja, Uffizi
- Portret mężczyzny – Florencja, Uffizi
- Portret mężczyzny w czarnej czapce (ok. 1522) – Drezno, Galeria Obrazów Starych Mistrzów
- Sąd Ostateczny (1525) (tryptyk) – Antwerpia, Królewskie Muzeum Sztuk Pięknych
- Święta Rodzina (1522) – Madryt, Prado
- Święta Rodzina (1531) – Paryż, Luwr
- Ukrzyżowanie (ok. 1515) – Berlin, Gemäldegalerie
- Zaślubiny Marii (1513) – Waszyngton, National Gallery of Art